# Crotchiella brachyptera
Crotchiella brachyptera är en skalbaggsart som beskrevs av Israelson 1985. Crotchiella brachyptera ingår i släktet Crotchiella och familjen långhorningar. IUCN kategoriserar arten globalt som starkt hotad.
Artens utbredningsområde är Azorerna. Inga underarter finns listade i Catalogue of Life.